# Žebrovník Waltlův
Žebrovník Waltlův (Pleurodeles waltl) je mlok dorůstající 15–30 centimetrů.

## Rozšíření
Žebrovník Waltlův (Pleurodeles waltl) se vyskytuje na Pyrenejském poloostrově a v Maroku.

## Chování
Tento druh žebrovníka vyhledává stojaté vody s teplotou od 15 do 24 °C. Aktivní je během celého dne, živí se nitěnkami, larvami komárů, žížalami. Přes zimu žebrovník zhruba 1 až 2 měsíce zimuje.

## Rozmnožování
Samička na jaře naklade 150–800 vajíček na rostliny nebo kameny. Larvy se živí napřed nálevníky a pak perloočkami. Proměna skončí za 3–5 měsíců. Při chovu v zajetí je třeba pak mladé jedince třídit podle velikosti.

## Chov
Při chovu se doporučuje chov dvou jedinců v akváriu o rozměrech 70 × 50 × 40 s teplotou vody asi 15–24 °C. Hloubka by neměla přesahovat 25 cm. Dno by mělo být pokryto štěrkem a ideálně osázeno vodními rostlinami. Žádoucí je vytvořit na hladině několik ostrůvků z kamenů nebo kořenů. Žebrovník se snáší s jedinci stejné velikosti. Jako krmení se doporučuje jednou týdně kostka komářích larev. Žere též žížaly, jiné drobné živočichy, kousky masa, kousky ovoce.
Zazimování se provádí před rozmnožováním v krabici s vlhkou rašelinou nebo vodou o teplotě 5 až 10 °C. Zimování se musí začít snižováním množstvím potravy.